# اندرو مک‌ماهون
اندرو مک‌ماهون (انگلیسی: Andrew McMahon؛ زادهٔ ۳ سپتامبر ۱۹۸۲) یک موسیقی‌دان اهل ایالات متحده آمریکا است. وی از سال ۱۹۹۸ میلادی تاکنون مشغول فعالیت بوده‌است.